# 24121 Achandran
24121 Achandran là một tiểu hành tinh vành đai chính với chu kỳ quỹ đạo là 1771.1258663 ngày (4.85 năm).
Nó được phát hiện ngày 3 tháng 11 năm 1999.